# Nives
Nives is een dorp in de Belgische provincie Luxemburg en een deelgemeente van Vaux-sur-Sûre. Op het grondgebied van de gemeente liggen nog de gehuchten Cobreville, Sûre en in het noorden het Morhet-Station. Door de deelgemeente stroomt de Sûre.

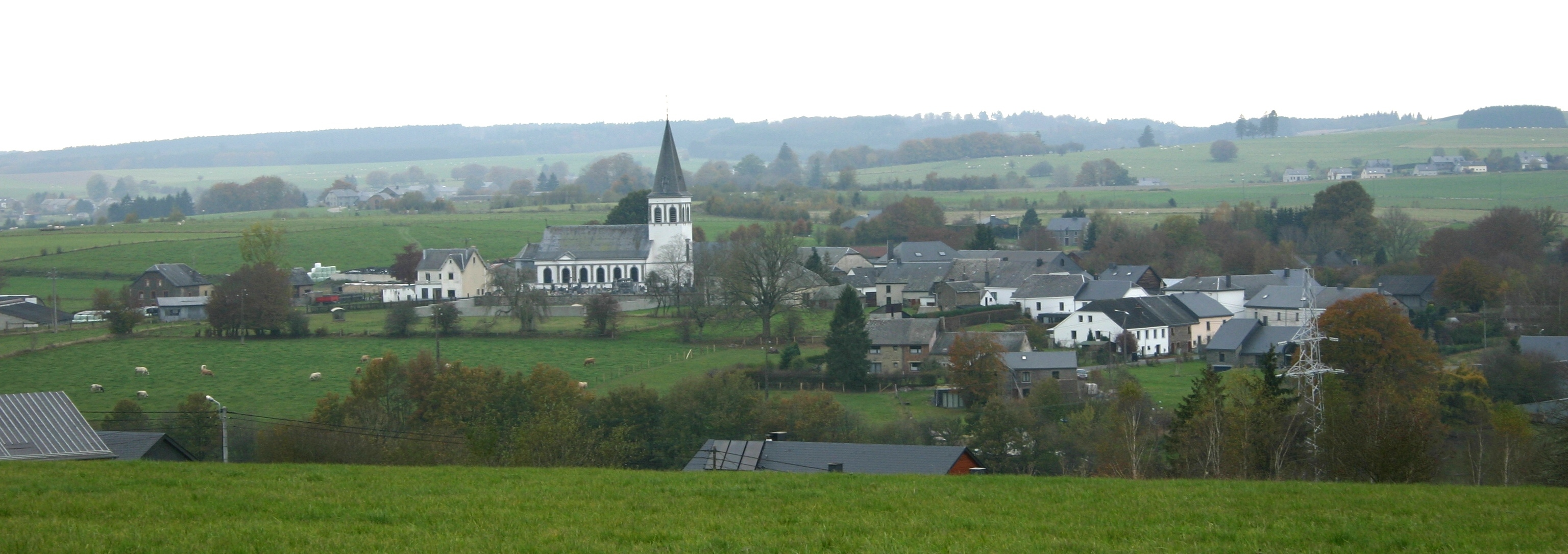
Zicht op Nives

## Geschiedenis
Nives werd een gemeente op het eind van het ancien régime. Tot de gemeente behoorden ook de plaatsen Cobreville, Sûre en Vaux-lez-Rosières. In 1906 werd Vaux-lez-Rosières afgesplitst als zelfstandige gemeente.
In 1971 werd Nives een deelgemeente van de nieuwe gemeente Vaux-sur-Sûre, waarvan het centrum in Vaux-lez-Rosières kwam.

## Demografische ontwikkeling
- Bronnen:NIS, Opm:1831 tot en met 1970=volkstellingen
- 1910: Afsplitsing van Vaux-les-Rosières
- 1970: Aanhechting bij Vaux-les-Rosières

## Bezienswaardigheden
- De Église Saint-Martin

Deelgemeenten: Hompré · Juseret · Morhet · Nives · Sibret · Vaux-lez-Rosières

Overige dorpen en gehuchten: Assenois · Belleau · Bercheux · Chaumont · Chenogne · Clochimont · Cobreville · Grandru · Jodenville · La Barrière · Lavaselle · Lescheret · Mande-Sainte-Marie · Morhet-Station · Poisson-Moulin · Remichampagne · Remience · Remoiville · Rosières · Salvacourt · Sûre · Villeroux 

Belgische gemeenten · Arrondissement Neufchâteau · Luxemburg · Wallonië